# Новокарьгинское сельское поселение
Новокарьгинское се́льское поселе́ние — муниципальное образование в Краснослободском районе Мордовии Российской Федерации.
Административный центр — село Новая Карьга.

## История
Статус и границы сельского поселения установлены Законом Республики Мордовия от 28 декабря 2004 года № 125-З «Об установлении границ муниципальных образований Краснослободского муниципального района, Краснослободского муниципального района и наделении их статусом сельского поселения, городского поселения и муниципального района».

## Население
| 2002 | 2010  | 2012  | 2013  | 2014  | 2015  | 2016 |
| ---- | ----- | ----- | ----- | ----- | ----- | ---- |
| 1254 | ↘1172 | ↘1134 | ↘1085 | ↘1050 | ↘1007 | ↘968 |
| 2017 | 2018  | 2019  | 2020  | 2021  |       |      |
| ↘953 | ↘919  | ↘904  | ↘880  | ↘868  |       |      |

## Состав сельского поселения
| № | Населённый пункт | Тип населённого пункта       | Население |
| - | ---------------- | ---------------------------- | --------- |
| 1 | Заречная Лосевка | деревня                      | ↘44       |
| 2 | Новая Карьга     | село, административный центр | ↘1074     |
| 3 | Песочная Лосевка | село                         | ↘54       |